# یواس‌اس جورج دبلیو راجرز (۱۸۶۱)
یواس‌اس جورج دبلیو راجرز (۱۸۶۱) (به انگلیسی: USS George W. Rodgers (1861)) یک کشتی با طول آن ۷۶' بود.